# Litoria meiriana
Litoria meiriana és una espècie de granota de la família dels hílids. Es tracta d'un endemisme del nord d'Austràlia que es troba des de la regió de Kimberley, al nord d'Austràlia Occidental, fins a Arnhem Land al Territori del Nord. Viu entre els 150 i els 600 metres d'altitud. És una espècie comuna.
Està molt associada a rierols d'aigües permanents, basses i pous d'aigua entre les roques. Està activa durant el dia i té l'habilitat de "saltar" sobre l'aigua per fugir del perill. De nit es congrega en la vegetació flotant o a la vora de l'aigua. Es refugia en coves i es reprodueix durant la primavera i l'estiu.
Els mascles canten des de la vegetació o les roques de la vora de l'aigua. Els ous es ponen en grups de 30-40 enganxats a les roques submergides. El desenvolupament triga entre 3 i 4 setmanes.